# Tiago Mesquita
Tiago Manuel Oliveira Mesquita (nascut el 23 de novembre de 1990) és un futbolista professional portuguès que juga a l'Académico de Viseu FC com a lateral dret.

## Carrera de club
Mesquita va néixer a Ribeirão, Vila Nova de Famalicão. Després de passar a l'escola de formació del CD Trofense, va fer el seu debut professional amb el GD Ribeirão de la seva ciutat natal la temporada 2007-08, a la tercera divisió.
L'estiu del 2009, després d'haver participat en només 16 partits amb la plantilla al llarg de dues temporades, Mesquita va fitxar –encara no tenia 19 anys– amb el Deportivo Alavés a Espanya, jugant al mateix nivell. En el seu primer any, va participar en menys de la meitat dels partits de lliga, en la qual els bascos no van poder recuperar la situació perduda de la campanya anterior.
Mesquita va tornar al seu país durant la temporada del 2011, unint-se a l'Associação Naval 1º de Maio de la segona divisió. Dos anys més tard, va signar amb el seu primer club, Trofense, a la mateixa categoria, i va dividir la 2014-15 entre la segona i la tercera divisió, amb el Ribeirão i el SC Freamunde.
El 17 de juny de 2015, Mesquita va passar al Boavista FC. Va debutar a la Primera Lliga el 20 de setembre, jugant els 90 minuts complets d'una victòria fora de casa per 2-0 contra l'Académica de Coimbra. Tres anys més tard, es va incorporar al CD Feirense de la mateixa lliga amb un contracte de dos anys.